# 回山建筑群
回山建筑群，位于中华人民共和国浙江省新昌县回山镇，是浙江省省级文物保护单位之一。
2017年1月19日，回山建筑群被列入第七批浙江省文物保护单位，该文物保护单位是一座古建筑。